# Falácia relativista
O termo falácia relativista, ou falácia subjetivista, refere-se à afirmação de que algo é verdadeiro para uma pessoa mas não é verdade para outra. A falácia se baseia na lei da não-contradição. A falácia se aplica a fatos objetivos ou os que são tidos como fatos objetivos, ao invés de gostos pessoais ou experiências subjetivas e apenas a fatos considerados no mesmo sentido e ao mesmo tempo. Nesta formulação, o próprio nome "falácia relativista" levanta a questão contra qualquer pessoa que sinceramente sustenta que não há "fatos objetivos". Assim, um pouco mais de trabalho tem de ser feito para deixar claro onde, exatamente, a falácia reside.
Há pelo menos duas maneiras de interpretá-la: quer como idêntica ao relativismo (em geral), ou como a adoção ad hoc de uma postura relativista somente para defender uma posição controversa.
Por um lado, essas discussões sobre a falácia relativista ser o mesmo que relativismo (como relativismo linguístico ou relativismo cultural) cometem uma falácia comumente identificada na lógica informal, que é uma falácia para descrever uma visão controversa como sendo uma "falácia". De qualquer forma, não vai funcionar argumentar da seguinte forma:
1. Defender o relativismo, até mesmo que seja sofisticado, é cometer a falácia relativista.
2. Se alguém comete uma falácia, diz algo falso ou que não é digno de consideração.
3. Portanto, defender o relativismo, ainda que sofisticado, é dizer algo falso ou que não é digno de consideração.

Este é um exemplo de raciocínio circular. A segunda etapa inclui um argumento a partir de uma falácia.

Por outro lado, pode-se dizer que se alguém adota uma postura relativista simples como uma defesa ad hoc de uma posição controversa dizendo ou comprometida dizendo que "o que é verdade para você não é necessariamente verdade para mim", e tenta, assim, evitar ter que aprofundar a defesa de sua posição cometeu uma falácia. A acusação de ter cometido uma falácia pode ter qualquer um dos dois motivos: 
Em qualquer interpretação da falácia, para determinar se alguém cometeu a falácia relativista, deve-se distinguir entre coisas que são verdadeiras para uma pessoa em particular, e as coisas que são verdadeiras sobre essa pessoa. Tomemos, por exemplo, a declaração "Mais brasileiros do que nunca estão acima do peso." Pode-se apresentar argumentos a favor e contra esta proposta, com base em coisas como análise estatística, a definição de "sobrepeso", etc. Se o receptor responde dizendo "Isso pode ser verdade para você, mas isso não é verdade para mim", ele deu uma resposta que além de falaciosa é um tanto sem sentido no contexto da declaração original.
Por outro lado, tome a nova declaração para alguém com 1,68 m "120 kg é obesidade". Alguém com 1.98 m e 120 kg responde: "Isso pode ser verdade para você, mas isso não é verdade para mim". Neste contexto, a resposta faz sentido e é, sem dúvida, precisa. Como ele está discutindo algo que é verdade sobre si mesmo, ele não está impedido de argumentar fatos subjetivos; por isso, ele não comete a falácia.